# Tupolev Tu-134

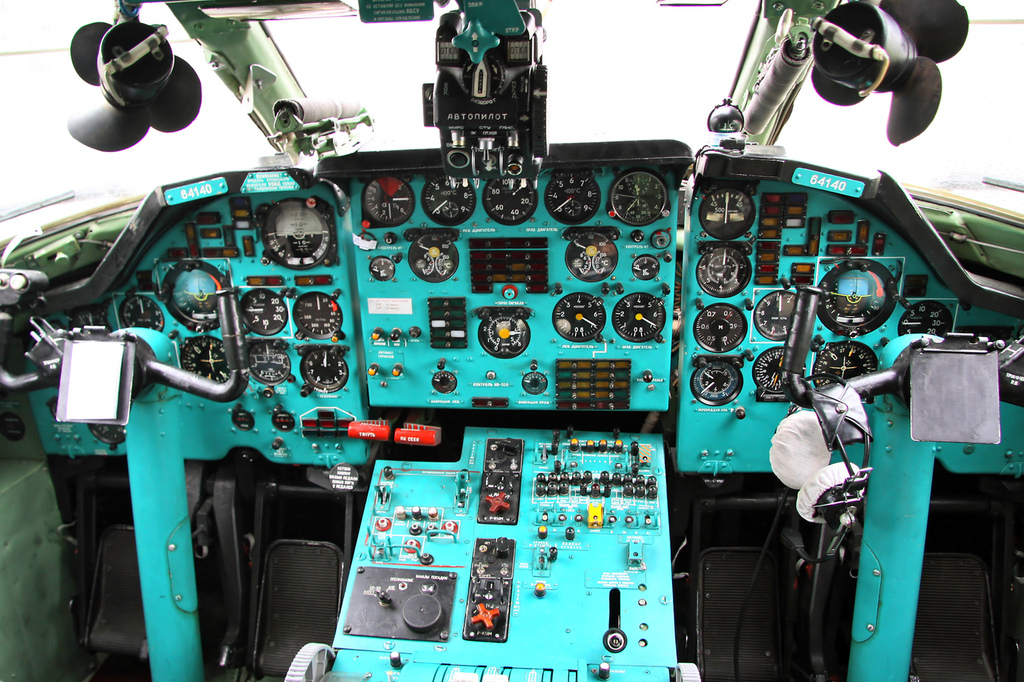
Cockpit, Tu-134UBL

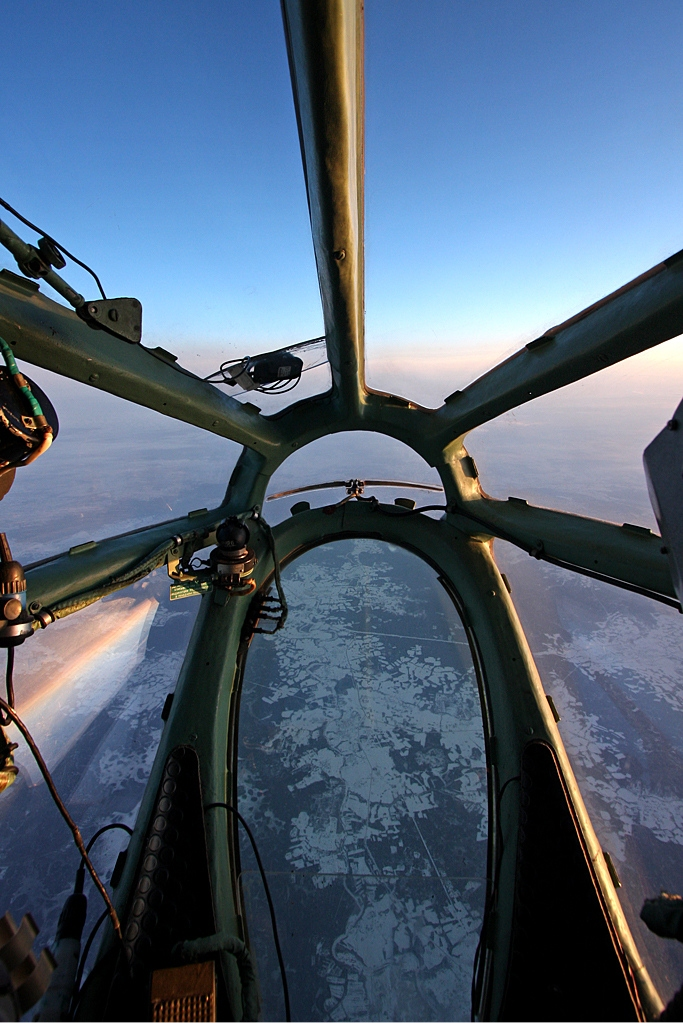
Vy genom glasnosen

Tupolev Tu-134 är ett 2-motorigt jetflygplan tillverkat av Tupolev som flög för första gången 1963, beordrades av Nikita Chrusjtjov efter hans besök i Frankrike där han provflög Sud Aviation Caravelle, tillverkades i 725 exemplar, sålt till många länder, bland annat Bulgarien, Jugoslavien och Polen. De första versionerna hade bromsskärm och kunde inte bromsa med motorerna. De äldsta planen av den här typen hade glasnos, vilket möjliggjorde fri sikt för navigatören. Aeroflot trafikerade denna flygplanstyp fram till den 31 december 2007. Den sista flygningen gick mellan Kaliningrad och Moskva för att ersättas mot Boeing 737-800. Tajikistan Airlines använder fortfarande denna flygplanstyp men kommer inom kort att ersätta med modernare flygplan.
Dessutom användes en variant TU-134 UBL för träning av bombpiloter. Senare har några av dessa spetsnosiga plan byggts om till VIP-transporter.
Tupolev TU-134 (NATO: Crusty), tvåmotorigt jetdrivet flygplan för 65-80 passagerare byggt av A.N. Tupolev i Sovjetunionen. Bland operatörerna av typen finns/fanns.
- Adjarian Airlines
- Aeroflot
- Air Koryo
- Aviogenex
- Azerbaijan Airlines
- Balkan Bulgarian Airlines
- Bashkirian Airlines
- Belavia
- CSA
- Estonian Air
- Green Air
- Hang Khong Vietnam
- Imperial Air
- Interflug
- Kampuchea Airlines
- Lithuanian Airlines
- LOT Polish Airlines
- Malév
- Moldavian Airlines
- Nesu Air
- Pulkovo
- Syrian Air
- Tajikistan Airlines

Användes som VIP transport av Angola, Armenien, Moçambique, Ryssland och Ukraina.

## Kända olycksfall
- Strax före midnatt den 20 juni 2011 havererade ett Tu-134 nära flygplatsen i nordvästra ryska delrepubliken Karelens huvudstad. Av 52 passagerare sägs 44 vara bekräftat omkomna[1].